# Przekierowanie URL
Przekierowanie URL – technika polegająca na automatycznym poinformowaniu przeglądarki WWW, że ma odświeżyć stronę o innym adresie po wpisaniu danego adresu URL. Technika stosowana przy skracaniu adresów internetowych oraz przenoszeniu strony pod inny adres tak, by stary adres dalej działał.

## Techniki

### Przekierowanie za pomocą metataga Refresh
Dokument HTML prezentujący tę metodę:
```
<
html
><
head
>

  
<
meta
 
http-equiv
=
"Refresh"
 
content
=
"0;url=http://www.example.com/"
 
/>

</
head
><
body
>

  
<
p
>
Przejdź pod ten 
<
a
 
href
=
"http://www.example.com/"
>
link
</
a
>
!
</
p
>

</
body
></
html
>

```

- Liczba 0 to czas w sekundach, jaki strona ma się wyświetlać. Można ją dowolnie zmienić.
- Prośba o przejście pod podany link jest tylko dla właścicieli starszych przeglądarek, które nie obsługują tego metataga.
- Jest to prosta metoda, ponieważ wymaga tylko dostępu do dokumentu HTML, nie trzeba znać PHP.

### Przekierowanie w JavaScript
```
<
script
 
language
=
"JavaScript"
 
type
=
"text/javascript"
>

location
.
href
=
"example.php"
;

</
script
>

```

### Przekierowanie za pomocą ramek
Przykład:
```
<
frameset
 
rows
=
"100%"
>

  
<
frame
 
src
=
"http://www.example.com/"
>

</
frameset
>

<
noframes
>

  
<
body
>
Please follow 
<
a
 
href
=
"http://www.example.com/"
>
link
</
a
>
!
</
body
>

</
noframes
>

```

Dzięki takiemu użyciu wyświetli się strona spod nowego adresu, ale w pasku przeglądarki adres się nie zmieni.

### Kody statusu strony 3xx
Protokół HTTP definiuje następujące przekierowania:
- 300 Multiple Choices —   kilka możliwości, zwykle ta sama strona w różnych językach.
- 301 Moved Permanently —  przekierowanie na stałe
- 302 Found -              tymczasowe przekierowanie adresu URL
- 303 See Other -          przekierowanie metodą POST
- 304 Not Modified -        nie zmieniono od ostatniej wizyty
- 305 Use Proxy -           dostęp przez proxy
- 307 Temporary Redirect — czasowe przekierowanie

By użyć przekierowania Serwer musi wygenerować taki nagłówek:
```
HTTP
/
1.1
 
301
 
Moved Permanently

Location
:
 
http://www.example.org/

Content-Type
:
 
text/html

Content-Length
:
 
174

```

Można go uzyskać przy użyciu np. PHP, tworząc plik zawierający:
```
<?php

header
(
'HTTP/1.1 301 Moved Permanently'
);

header
(
'Location: http://www.example.org/'
);

header
(
'Connection: close'
);

exit
();

?>

```

Przekierowanie 301 jest bardzo ważne w SEO, ponieważ przekierowuje ono 'moc' linków kierującą na starą stronę na nową stronę. Dzięki temu pozycja w Google nie spada po przeniesieniu strony pod nowy adres.

### Przekierowanie za pomocą.htaccess
Takie przekierowanie (dokładnie z kodem 301) można także zrobić za pomocą .htaccess:
```
Redirect
 
301
 
/
 
http://www.example.com/

```